# Lybius vieilloti
El barbudo sangrante o barbudo de Vieillot (Lybius vieilloti) es una especie de ave piciforme de la familia Lybiidae que habita en África.
El barbudo de Vieillot es un ave sedentaria que vive en África en el extremo sur del desierto del Sahara, desde Senegal hasta Etiopía.
Se alimenta de insectos y frutas, especialmente higos.
Tiene el tamaño de un gorrión común, aproximadamente 15 cm de longitud. Es un pájaro rechoncho, con cuello corto, cabeza grande y cola corta.